# Yevgeniy Yelezarenko
Yevgeniy Yelezarenko (tiếng Belarus: Яўген Ялязаранка; tiếng Nga: Евгений Елезаренко; sinh 4 tháng 7 năm 1993) là một cầu thủ bóng đá Belarus hiện tại thi đấu cho Shakhtyor Soligorsk.